# Rymosia signatipes
Rymosia signatipes is een muggensoort uit de familie van de paddenstoelmuggen (Mycetophilidae). De wetenschappelijke naam van de soort is voor het eerst geldig gepubliceerd in 1859 door van der Wulp.